# Volonne
Volonne település Franciaországban, Alpes-de-Haute-Provence megyében. Lakosainak száma 1637 fő (2022. január 1.). Volonne Aubignosc, Barras, Château-Arnoux-Saint-Auban, L’Escale, Salignac, Sourribes és Thoard községekkel határos.

## Népesség
A település népessége az elmúlt években az alábbi módon változott:
| Lakosok száma | 1070 | 1309 | 1387 | 1623 | 1679 | 1659 | 1650 | 1641 | 1639 | 1637 |
|               | 1968 | 1982 | 1990 | 2006 | 2013 | 2015 | 2017 | 2019 | 2020 | 2022 |